# ازدواج خانواده میلر
ازدواج خانواده میلر (به انگلیسی: Millers in Marriage) یک فیلم درام خانوادگی آمریکایی محصول سال ۲۰۲۴ به نویسندگی و کارگردانی ادوارد برنز با بازی گرچن مول، جولیانا مارگولیس و ادوارد برنز در نقش سه خواهر و برادر است که چالش‌هایی را برای زندگی عاشقانه خود دنبال می‌کنند.
این فیلم به عنوان یک ارائه ویژه در جشنواره بین‌المللی فیلم تورنتو در تاریخ ۶ سپتامبر ۲۰۲۴ به نمایش درآمد و در تاریخ ۲۱ فوریه ۲۰۲۵ در ایالات متحده اکران شد.

## ساخت
فیلمبرداری در بهار ۲۰۲۴ در نیوجرسی صورت گرفت و صحنه‌هایی در موریس‌تاون، هابوکن و یونیون سیتی تصویربرداری شد.